# Torrie Lewis
Torrie Lewis (* 8. Januar 2005 in Nottingham, Vereinigtes Königreich) ist eine australische Leichtathletin, die sich auf den Sprint spezialisiert hat.

## Leben
Torrie Lewis’ Vater ist jamaikanisch-indischer Abstammung und ihre Mutter schottischer Abstammung. Sie wurde im englischen Nottingham geboren, zog mit ihrer Mutter nach Australien, als sie sechs Jahre alt war, und ließ sich in Newcastle im Bundesstaat New South Wales nieder. Sie trat dem Macquarie Hunter Athletics Club in New South Wales bei und nahm während ihrer gesamten Schulzeit an Turn- und Leichtathletikwettkämpfen teil.

## Sportliche Laufbahn
Torrie Lewis siegte 2022 in 11,37 s im 100-Meter-Lauf beim Brisbane Track Classic und im Jahr darauf siegte sie in 23,23 s über 200 Meter bei den Trond Mohn Games. Im August startete sie über 100 Meter bei den Weltmeisterschaften in Budapest und schied dort mit 11,45 s in der ersten Runde aus. Zudem kam sie mit der australischen 4-mal-100-Meter-Staffel im Vorlauf nicht ins Ziel. 2024 stellte sie im Januar mit 11,10 s einen neuen Landesrekord und U20-Ozeanienrekord über 100 Meter auf und im April siegte sie in 22,96 s über 200 Meter bei der Xiamen Diamond League und sicherte der australischen Staffel bei den World Athletics Relays auf den Bahamas mit einem fünften Platz einen Startplatz bei den Olympischen Spielen. Anschließend siegte sie in 23,14 s über 200 Meter bei den Ozeanienmeisterschaften in Suva und im August schied sie bei den Olympischen Sommerspielen in Paris mit 22,92 s im Halbfinale aus. Kurz darauf gewann sie bei den U20-Weltmeisterschaften in Lima in 22,88 s die Silbermedaille über 200 Meter und wurde mit der Staffel im Finale disqualifiziert. Im Jahr darauf stellte sie in Belgrad mit 7,14 s einen Landesrekord im 60-Meter-Lauf auf uns schied über diese Distanz bei den Hallenweltmeisterschaften in Nanjing mit 7,23 s im Halbfinale aus.
In den Jahren 2023 und 2024 wurde Lewis australische Meisterin im 200-Meter-Lauf sowie 2023 auch über 100 Meter.

## Persönliche Bestzeiten
- 100 Meter: 11,10 s (+1,6 m/s), 27. Januar 2024 in Canberra (australischer Rekord, U20-Ozeanienrekord)
  - 60 Meter (Halle): 7,14 s, 29. Januar 2025 in Belgrad (australischer Rekord)
- 200 Meter: 22,88 s (0,0 m/s), 30. August 2024 in Lima
  - 200 Meter (Halle): 22,65 s, 8. Februar 2025 in Metz
- 400 Meter: 53,32 s, 14. Januar 2023 in Brisbane